# Gornji Velemerić
Gornji Velemerić – wieś w Chorwacji, w żupanii karlowackiej, w gminie Barilović. W 2011 roku liczyła 108 mieszkańców.